# مسجد مركز الإسلام (ساماريندا)
مسجد مركز الإسلام هو مسجد يقع في قرية تيلوك أولو ليرونغ الواقعة في مدينة ساماريندا شرق كاليمانتان من إندونيسيا، المسجد يعد ثاني أكبر وأروع المساجد في جنوب شرق آسيا بعد مسجد الاستقلال، يحتوي المسجد على مآذن وقبة كبيرة.

## البناء
لدى المسجد مساحة بناء رئيسية تبلغ 43،500 متر مربع، تبلغ مساحة الطابق الأرضي 7115 متر مربع، ومساحة الطابق الأول 10235 متر مربع، وتبلغ مساحة الطابق الثاني 10270 متر مربع، ومساحة الطابق الثالث 8185 متر مربع، في حين أن مساحة طابق الميزانين (الشرفة) هي 5290 متر مربع، الأرض التي اقيم عليها المسجد هي أرض مملوكة للحكومة الاندونيسية، وتم التبرع بها من حكومة كاليمانتان الشرقية لبناء المسجد .

## المأذنة
المسجد له حوالي 7 ماذن المأذنة الرئيسية يصل ارتفاعها إلى 99 مترا, والرقم 99 ذا مغزى إسلامي فهو يشير إلى أسماء الله الحسنى وهي 99 اسم، وتتكون المأذنة الرئيسية من 15 طابق، كل طابق يصل ارتفاعه إلى متوسط ارتفاع يبلغ 6 أمتار، وفي الوقت نفسه الدرج من الطابق الأرضي إلى الطابق الأول من المسجد الرئيسي في عدد ما يصل إلى 33 درجة، بالإضافة إلى المأذنة الرئيسية فلدى المسجد أيض ست ماذن على جانب المسجد، أربعة منها تتوزع في أركان المسجد الأربعة، ويصل ارتفاع المأذنة الواحدة إلى 70 متر، أما المأذنتين الباقيتين فتقع في البوابة الرئيسية, وتصل ارتفاعها إلى 57 متر .

## وصلات خارجية
- البوم صور المسجد
- صور المسجد